# 괴기열차
《괴기열차》는 2025년 7월 9일에 개봉 예정인 대한민국의 영화이다.

## 시놉시스
유튜브 조회수 폭발! 사람들이 사라지는 광림역의 조회수를 필사적으로 보유한 공포 유튜버 다경이 전국에서 가장 많은 실종자가 발생한 광림역을 둘러싼 미스터리한 루머를 업로드하고 순식간에 최고 조회수를 기록한다. 모두의 만류에도 불구하고 다경의 조회수 욕심은 멈추지 않고 광림역을 둘러싼 충격적인 비밀을 듣게 된다... 지금까지 어디에서도 공개되지 않았던 광림역의 괴담. "소문 믿으시나?" 단, 심신미약자는 시청이 금지되어 있다.

## 제작진

### 감독
- 탁세웅

### 각본
- 조바른

## 출연

### 주연
- 주현영 : 다경 역
- 전배수 : 역장 역
- 최보민 : 우진 역

## 참고 사항
- 영화 일부 장면은 광주지하철에서 촬영되었다.